# Loch Drunkie
Le loch Drunkie (gaélique écossais : Loch Drongaidh, prononcé lˠ̪ɔx ˈd̪̊ɾɔŋɡɪ) est un petit loch des Trossachs, près d'Aberfoyle et de Callander dans le council area de Stirling, en Écosse.

## Géographie
Ce loch pittoresque et irrégulier des Highlands est entouré de hautes collines. Il jouxte le Parc forestier Reine Elisabeth.

## Pêche
Depuis le XIXe siècle, le loch est réputé pour contenir un bon stock de brochets et de truites brunes. La saison de pêche s'étend aujourd'hui de la mi-mars à début octobre.